# 那賀町立上那賀中学校
那賀町立上那賀中学校（なかちょうりつ かみなかちゅうがっこう）は、徳島県那賀郡那賀町小浜にあった公立中学校。
生徒数の減少等の理由で2016年4月から生徒の受け入れを中止し（本校と相生中学校の部活動の種類が異なるため）、在校生全員が卒業後の2018年3月31日をもって休校、同年4月1日に那賀町立相生中学校に統合した。

## 基礎データ
全校生徒数
- 40人（2004年度（平成16年度）当時）[1]
- 18人（2016年度（平成28年度）当時）[1]

全卒業生数　
- 150人（2015年度（平成27年度）当時）[1]

## 沿革
- 2004年 - 上那賀町立宮浜中学校、上那賀町立平谷中学校が統合して開校。
- 2005年 - 合併に伴い、那賀町立上那賀中学校になる。
- 2018年 - 3月に在校生全員が卒業後、4月に那賀町立相生中学校に統合され休校。

## 校歌
- 作詞: 白川剛久
- 作曲: 瀬部成穂・上田収穂

## 部活

### 運動部
- 剣道
- ソフトテニス
- バドミントン